# Jonadi
Jonadi (auch: Ionadi; griechisch: Ionades) ist eine süditalienische Gemeinde (comune) mit 4581 Einwohnern (Stand 31. Dezember 2023) in der Provinz Vibo Valentia in Kalabrien. Die Gemeinde liegt etwa 4 Kilometer südwestlich von Vibo Valentia.

## Verkehr
Durch die Gemeinde führt die Strada Statale 18 Tirrena Inferiore.